# Puchar Szkocji w piłce siatkowej mężczyzn (2019/2020)
Puchar Szkocji w piłce siatkowej mężczyzn 2019/2020 (ang. Scottish Men's Volleyball Cup 2019/2020) – 57. sezon rozgrywek o siatkarski Puchar Szkocji zorganizowany przez Szkocki Związek Piłki Siatkowej (Scottish Volleyball Association). Zainaugurowany został 28 września 2019 roku. Do rozgrywek zgłosiło się 20 drużyn.
Rozgrywki miały składać się z 1. rundy, 1/8 finału, ćwierćfinałów, półfinałów i finału. Drużyny z Premier League dołączyły do rozgrywek od 1/8 finału.
13 marca 2020 roku ze względu na szerzenie się zakażeń wirusem SARS-CoV-2 Szkocki Związek Piłki Siatkowej odwołał mecze półfinałowe Pucharu Szkocji, które miały się odbyć 14 marca. 18 maja związek ostatecznie zdecydował o zakończeniu sezonu bez wyłonienia zdobywcy Pucharu Szkocji.

## System rozgrywek
Rozgrywki o Puchar Szkocji w sezonie 2019/2020 składają się z 1. rundy, 1/8 finału, ćwierćfinałów, półfinałów i finału.
W 1. rundzie uczestniczą wszystkie zgłoszone drużyny, które nie grają w Premier League. W drodze losowania zostają podzielone na cztery grupy. Ze względu na liczbę zgłoszonych drużyn dwie pierwsze grupy liczą po cztery drużyny, natomiast grupa trzecia i czwarta – po trzy. W ramach grupy zespoły rozgrywają między sobą po jednym spotkaniu. Do 1/8 finału awans uzyskują po dwie najlepsze drużyny z każdej grupy.
W 1/8 finału do rozgrywek dołączają drużyny z Premier League. W 1/8 finału, ćwierćfinałach i półfinałach w drodze losowania tworzone są pary. W ramach pary rozgrywane jest jedno spotkanie decydujące o awansie. Wygrani w parach półfinałowych rozgrywają spotkanie finałowe, którego zwycięzca zostaje zdobywcą Pucharu Szkocji. Nie jest grane spotkanie o 3. miejsce.

## Drużyny uczestniczące
| Premier League 6 drużyn | Premier League 6 drużyn |
| ----------------------- | ----------------------- |
| City of Edinburgh       | —                       |
| City of Glasgow Ragazzi | —                       |
| Edinburgh Jets          | 1/8 finału              |
| NUVOC                   | ćwierćfinał             |
| South Ayrshire          | —                       |
| VA Vortex               | ćwierćfinał             |

| League One 9 drużyn  | League One 9 drużyn |
| -------------------- | ------------------- |
| Dundee               | 1. runda            |
| Edinburgh University | 1/8 finału          |
| Forza Ragazzi        | —                   |
| Glasgow Mets         | ćwierćfinał         |
| Glasgow Mets II      | 1. runda            |
| Lenzie VC            | 1. runda            |
| NUVOC II             | 1/8 finału          |
| VA Kamikaze          | 1/8 finału          |
| VA Thunder           | 1. runda            |

| Pozostałe 5 drużyn          | Pozostałe 5 drużyn |
| --------------------------- | ------------------ |
| Dundee University           | 1/8 finału         |
| Edinburgh Jets II           | 1. runda           |
| Orkney Volleyball           | ćwierćfinał        |
| University of St Andrews    | 1/8 finału         |
| University of St Andrews II | 1. runda           |

## Rozgrywki

### 1. runda

#### Grupa 1
Tabela
| Lp. | Drużyna           | Pkt | Mecze | Mecze   | Mecze   | Sety | Sety | Sety  | Małe punkty | Małe punkty | Małe punkty |
| Lp. | Drużyna           | Pkt | M     | W (3:2) | P (2:3) | wyg. | prz. | ratio | zdob.       | str.        | ratio       |
| --- | ----------------- | --- | ----- | ------- | ------- | ---- | ---- | ----- | ----------- | ----------- | ----------- |
| 1 | VA Kamikaze       | 9   | 3     | 3 (0)   | 0 (0)   | 9    | 1    | 9.000 | 248         | 136         | 1.824       |
| 2 | Orkney Volleyball | 6   | 3     | 2 (0)   | 1 (0)   | 7    | 4    | 1.750 | 249         | 154         | 1.617       |
| 3 | Glasgow Mets II   | 0   | 3     | 1 (0)   | 2 (0)   | 3    | 6    | 0.500 | 135         | 210         | 0.643       |
| 4 | Edinburgh Jets II | –3  | 3     | 0 (0)   | 3 (0)   | 1    | 9    | 0.111 | 116         | 248         | 0.468       |
| Zasady ustalania kolejności: 1. liczba zdobytych punktów; 2. liczba wygranych meczów; 3. lepszy stosunek setów; 4. lepszy stosunek małych punktów. Punktacja: 3:0 i 3:1 - 3 pkt; 3:2 - 2 pkt; 2:3 - 1 pkt; 1:3 i 0:3 - 0 pkt Uwagi: - Klub Glasgow Mets II ukarany został odjęciem trzech punktów za oddanie meczu walkowerem. - Klub Edinburgh Jets II ukarany został odjęciem trzech punktów za oddanie meczu walkowerem. Legenda: Awans do 1/8 finału |                   |     |       |         |         |      |      |       |             |             |             |

Wyniki spotkań
| 28.09.2019    | VA Kamikaze | 3:1 (25:18, 23:25, 25:16, 25:18) | Orkney Volleyball | Aberdeen |  |
| 12:00 (UTC±0) |             | raport                           |                   |          |  |

| 28.09.2019    | Glasgow Mets II | 3:0 (25:14, 25:22, 26:24) | Edinburgh Jets II | Glasgow Club Holyrood, Glasgow |  |
| 10:45 (UTC±0) |                 | raport                    |                   |                                |  |

| 02.11.2019   | Edinburgh Jets II | 1:3 (10:25, 25:22, 7:25, 14:25) | Orkney Volleyball | Edinburgh College, Edynburg |  |
| 9:40 (UTC±0) |                   | raport                          |                   |                             |  |

| 02.11.2019    | Glasgow Mets II | 0:3 (17:25, 22:25, 20:25) | VA Kamikaze | Glasgow Club Holyrood, Glasgow |  |
| 10:45 (UTC±0) |                 | raport                    |             |                                |  |

| 30.11.2019    | Orkney Volleyball | 3:0 (25:0, 25:0, 25:0) | Glasgow Mets II | Stromness Academy, Stromness |  |
| 12:00 (UTC±0) |                   | raport                 |                 |                              |  |

| 30.11.2019    | VA Kamikaze | 3:0 (25:0, 25:0, 25:0) | Edinburgh Jets II | Harlaw Academy, Aberdeen |  |
| 13:30 (UTC±0) |             | raport                 |                   |                          |  |

#### Grupa 2
Tabela
| Lp. | Drużyna                  | Pkt | Mecze | Mecze   | Mecze   | Sety | Sety | Sety  | Małe punkty | Małe punkty | Małe punkty |
| Lp. | Drużyna                  | Pkt | M     | W (3:2) | P (2:3) | wyg. | prz. | ratio | zdob.       | str.        | ratio       |
| --- | ------------------------ | --- | ----- | ------- | ------- | ---- | ---- | ----- | ----------- | ----------- | ----------- |
| 1 | Forza Ragazzi            | 8   | 3     | 3 (1)   | 0 (0)   | 9    | 4    | 2.250 | 297         | 247         | 1.202       |
| 2 | University of St Andrews | 7   | 3     | 2 (0)   | 1 (1)   | 8    | 4    | 2.000 | 275         | 260         | 1.058       |
| 3 | Lenzie VC                | 3   | 3     | 1 (0)   | 2 (0)   | 4    | 6    | 0.667 | 225         | 240         | 0.938       |
| 4 | VA Thunder               | 0   | 3     | 0 (0)   | 3 (0)   | 2    | 9    | 0.222 | 217         | 267         | 0.813       |
| Zasady ustalania kolejności: 1. liczba zdobytych punktów; 2. liczba wygranych meczów; 3. lepszy stosunek setów; 4. lepszy stosunek małych punktów. Punktacja: 3:0 i 3:1 - 3 pkt; 3:2 - 2 pkt; 2:3 - 1 pkt; 1:3 i 0:3 - 0 pkt Legenda: Awans do 1/8 finału |                          |     |       |         |         |      |      |       |             |             |             |

Wyniki spotkań
| 28.09.2019    | VA Thunder | 0:3 (16:25, 27:29, 21:25) | Lenzie VC |  |  |
| 12:00 (UTC±0) |            | raport                    |           |  |  |

| 28.09.2019    | Forza Ragazzi | 3:2 (25:18, 25:20, 24:26, 21:25, 15:9) | University of St Andrews |  |  |
| 10:00 (UTC±0) |               | raport                                 |                          |  |  |

| 02.11.2019    | Lenzie VC | 1:3 (25:23, 19:25, 14:25, 22:25) | Forza Ragazzi | Coatbridge High School, Coatbridge |  |
| 12:00 (UTC±0) |           | raport                           |               |                                    |  |

| 02.11.2019    | University of St Andrews | 3:1 (25:16, 25:21, 24:26, 25:21) | VA Thunder | University of St Andrews Sports Centre, St Andrews |  |
| 14:30 (UTC±0) |                          | raport                           |            |                                                    |  |

| 30.11.2019    | VA Thunder | 1:3 (13:25, 25:14, 16:25, 15:25) | Forza Ragazzi | Harlaw Academy, Aberdeen |  |
| 11:30 (UTC±0) |            | raport                           |               |                          |  |

| 30.11.2019    | University of St Andrews | 3:0 (25:20, 28:26, 25:20) | Lenzie VC | University of St Andrews Sports Centre, St Andrews |  |
| 12:30 (UTC±0) |                          | raport                    |           |                                                    |  |

#### Grupa 3
Tabela
| Lp. | Drużyna              | Pkt | Mecze | Mecze   | Mecze   | Sety | Sety | Sety  | Małe punkty | Małe punkty | Małe punkty |
| Lp. | Drużyna              | Pkt | M     | W (3:2) | P (2:3) | wyg. | prz. | ratio | zdob.       | str.        | ratio       |
| --- | -------------------- | --- | ----- | ------- | ------- | ---- | ---- | ----- | ----------- | ----------- | ----------- |
| 1 | Glasgow Mets         | 4   | 2     | 2 (2)   | 0 (0)   | 6    | 4    | 1.500 | 217         | 221         | 0.982       |
| 2 | Edinburgh University | 4   | 2     | 1 (0)   | 1 (1)   | 5    | 4    | 1.250 | 213         | 211         | 1.009       |
| 3 | Dundee               | 1   | 2     | 0 (0)   | 2 (1)   | 3    | 6    | 0.500 | 192         | 190         | 1.011       |
| Zasady ustalania kolejności: 1. liczba zdobytych punktów; 2. liczba wygranych meczów; 3. lepszy stosunek setów; 4. lepszy stosunek małych punktów. Punktacja: 3:0 i 3:1 - 3 pkt; 3:2 - 2 pkt; 2:3 - 1 pkt; 1:3 i 0:3 - 0 pkt Legenda: Awans do 1/8 finału |                      |     |       |         |         |      |      |       |             |             |             |

Wyniki spotkań
| 28.09.2019    | Glasgow Mets | 3:2 (26:24, 11:25, 25:20, 18:25, 15:9) | Dundee | Glasgow Club Holyrood, Glasgow |  |
| 12:45 (UTC±0) |              | raport                                 |        |                                |  |

| 02.11.2019    | Edinburgh University | 2:3 (25:23, 33:31, 26:28, 23:25, 11:15) | Glasgow Mets | Pleasance Sport Complex, Edynburg |  |
| 16:30 (UTC±0) |                      | raport                                  |              |                                   |  |

| 30.11.2019    | Dundee | 1:3 (25:20, 23:25, 21:25, 20:25) | Edinburgh University | Craigie High School, Dundee |  |
| 12:30 (UTC±0) |        | raport                           |                      |                             |  |

#### Grupa 4
Tabela
| Lp. | Drużyna                     | Pkt | Mecze | Mecze   | Mecze   | Sety | Sety | Sety  | Małe punkty | Małe punkty | Małe punkty |
| Lp. | Drużyna                     | Pkt | M     | W (3:2) | P (2:3) | wyg. | prz. | ratio | zdob.       | str.        | ratio       |
| --- | --------------------------- | --- | ----- | ------- | ------- | ---- | ---- | ----- | ----------- | ----------- | ----------- |
| 1 | NUVOC II                    | 6   | 2     | 2 (0)   | 0 (0)   | 6    | 1    | 6.000 | 173         | 143         | 1.210       |
| 2 | Dundee University           | 3   | 2     | 1 (0)   | 1 (0)   | 4    | 3    | 1.333 | 166         | 152         | 1.092       |
| 3 | University of St Andrews II | 0   | 2     | 0 (0)   | 2 (0)   | 0    | 6    | 0.000 | 106         | 150         | 0.707       |
| Zasady ustalania kolejności: 1. liczba zdobytych punktów; 2. liczba wygranych meczów; 3. lepszy stosunek setów; 4. lepszy stosunek małych punktów. Punktacja: 3:0 i 3:1 - 3 pkt; 3:2 - 2 pkt; 2:3 - 1 pkt; 1:3 i 0:3 - 0 pkt Legenda: Awans do 1/8 finału |                             |     |       |         |         |      |      |       |             |             |             |

Wyniki spotkań
| 28.09.2019    | Dundee University | 1:3 (22:25, 25:23, 21:25, 23:25) | NUVOC II | University of Dundee, ISE, Dundee |  |
| 11:30 (UTC±0) |                   | raport                           |          |                                   |  |

| 02.11.2019    | University of St Andrews II | 0:3 (11:25, 20:25, 23:25) | Dundee University | University of St Andrews Sports Centre, St Andrews |  |
| 12:30 (UTC±0) |                             | raport                    |                   |                                                    |  |

| 30.11.2019    | NUVOC II | 3:0 (25:13, 25:19, 25:20) | University of St Andrews II | Edinburgh College, Edynburg |  |
| 10:40 (UTC±0) |          | raport                    |                             |                             |  |

### 1/8 finału
| 25.01.2020   | Edinburgh Jets | 1:3 (23:25, 24:26, 25:23, 23:25) | Forza Ragazzi | Edinburgh College, Edynburg |  |
| 9:40 (UTC±0) |                | raport                           |               |                             |  |

| 25.01.2020    | VA Vortex | 3:0 (25:12, 25:14, 25:11) | NUVOC II | Harlaw Academy, Aberdeen |  |
| 10:45 (UTC±0) |           | raport                    |          |                          |  |

| 25.01.2020    | City of Edinburgh | 3:1 (25:16, 25:19, 22:25, 25:16) | Edinburgh University | Queensferry High School, Queensferry |  |
| 12:00 (UTC±0) |                   | raport                           |                      |                                      |  |

| 25.01.2020    | VA Kamikaze | 0:3 (10:25, 16:25, 21:25) | City of Glasgow Ragazzi | Harlaw Academy, Aberdeen |  |
| 14:45 (UTC±0) |             | raport                    |                         |                          |  |

| 25.01.2020    | NUVOC | 3:0 (25:15, 26:24, 25:12) | University of St Andrews | Edinburgh College, Edynburg |  |
| 16:40 (UTC±0) |       | raport                    |                          |                             |  |

| 25.01.2020    | Dundee University | 0:3 (0:25, 0:25, 0:25) | South Ayrshire | University of Dundee, ISE, Dundee |  |
| 12:00 (UTC±0) |                   |                        |                |                                   |  |

- Orkney Volleyball - wolny los
- Glasgow Mets - wolny los

### Ćwierćfinały
| 22.02.2020    | South Ayrshire | 3:0 (25:0, 25:0, 25:0) | VA Vortex |  |  |
| 12:00 (UTC±0) |                | raport                 |           |  |  |

| 22.02.2020    | City of Edinburgh | 3:0 (25:23, 25:8, 25:12) | NUVOC | Queensferry High School, Queensferry |  |
| 10:00 (UTC±0) |                   | raport                   |       |                                      |  |

| 22.02.2020    | Glasgow Mets | 0:3 (17:25, 13:25, 13:25) | Forza Ragazzi | Glasgow Caledonian University, Glasgow |  |
| 15:30 (UTC±0) |              | raport                    |               |                                        |  |

| 07.03.2020    | Orkney Volleyball | 0:3 (10:25, 24:26, 14:25) | City of Glasgow Ragazzi | Stromness Academy, Stromness |  |
| 15:00 (UTC±0) |                   | raport                    |                         |                              |  |

### Półfinały
| 14.03.2020    | City of Glasgow Ragazzi | [ i ]  | City of Edinburgh | Perth College, Perth |  |
| 12:00 (UTC±0) |                         | raport |                   |                      |  |

| 14.03.2020    | South Ayrshire | [ i ]  | Forza Ragazzi | Perth College, Perth |  |
| 14:00 (UTC±0) |                | raport |               |                      |  |

1. 1 2  mecz anulowany

### Finał
18 maja związek ostatecznie zdecydował o zakończeniu sezonu bez wyłonienia zdobywcy Pucharu Szkocji.